# 1944年の政治
1944年の政治（1944ねんのせいじ）では、1944年（昭和19年）の政治分野に関する出来事について記述する。

## できごと

### 1月
- 1月 - 大本営、ウ号作戦案（インパール作戦）実施を南方総軍司令官に発令(大陸指令第1776号)[1]。

### 2月
- 2月1日 - 米軍、マーシャル群島に上陸。
- 2月2日 - ルオット島の日本軍守備隊全滅。
- 2月6日 - クェゼリン環礁の日本軍守備隊全滅（クェゼリンの戦い）。
- 2月19日 - 東條英機首相、人心一新を目的に内閣改造。蔵相に石渡荘太郎、農商相に内田信也、運輸通信相に五島慶太を任命。
- 2月21日 - 東條首相が参謀総長を、嶋田繁太郎海相が軍令部総長をそれぞれ兼任。

### 3月
- 3月8日 - インパール作戦開始。
- 3月30日 - パラオ大空襲。
- 3月31日 - 古賀峯一連合艦隊司令長官、搭乗機の墜落により殉職（海軍乙事件）。

### 4月
- 4月8日 - 佐藤尚武駐ソ連大使が日本からの独ソ和平斡旋使節の派遣を申し入れる。
- 4月12日 - ソ連、日本の独ソ和平斡旋を拒否。

### 6月
- 6月4日 - 連合国軍、ローマを占領。
- 6月6日 - 連合国軍、ノルマンディー上陸作戦開始。
- 6月15日 - 米軍、サイパン島に上陸、サイパンの戦い開始。
- 6月17日 - アイスランドがデンマークから独立し、アイスランド共和国が成立。
- 6月19日から6月20日 - マリアナ沖海戦。日本海軍、空母機動戦力を喪失。
- 6月30日 - 閣議、学童疎開を決定。

### 7月

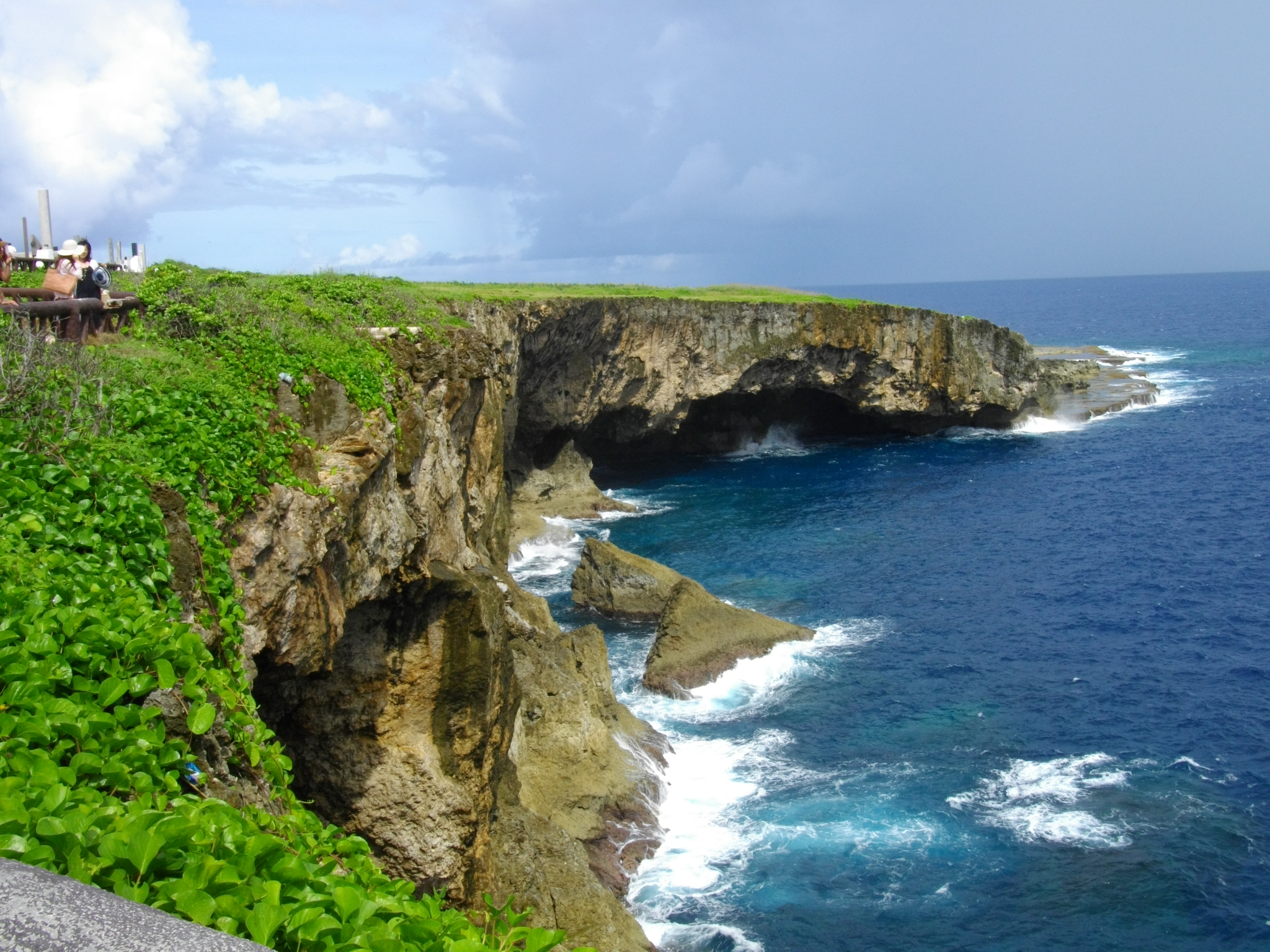
サイパン島、バンザイクリフ（2010年9月4日）

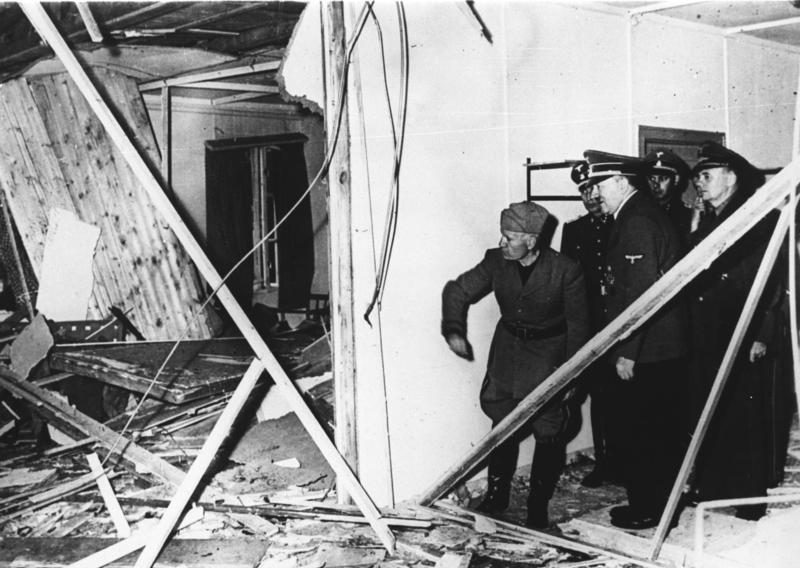
ヒトラー暗殺未遂事件後、会議場を見るヒトラーとムッソリーニ

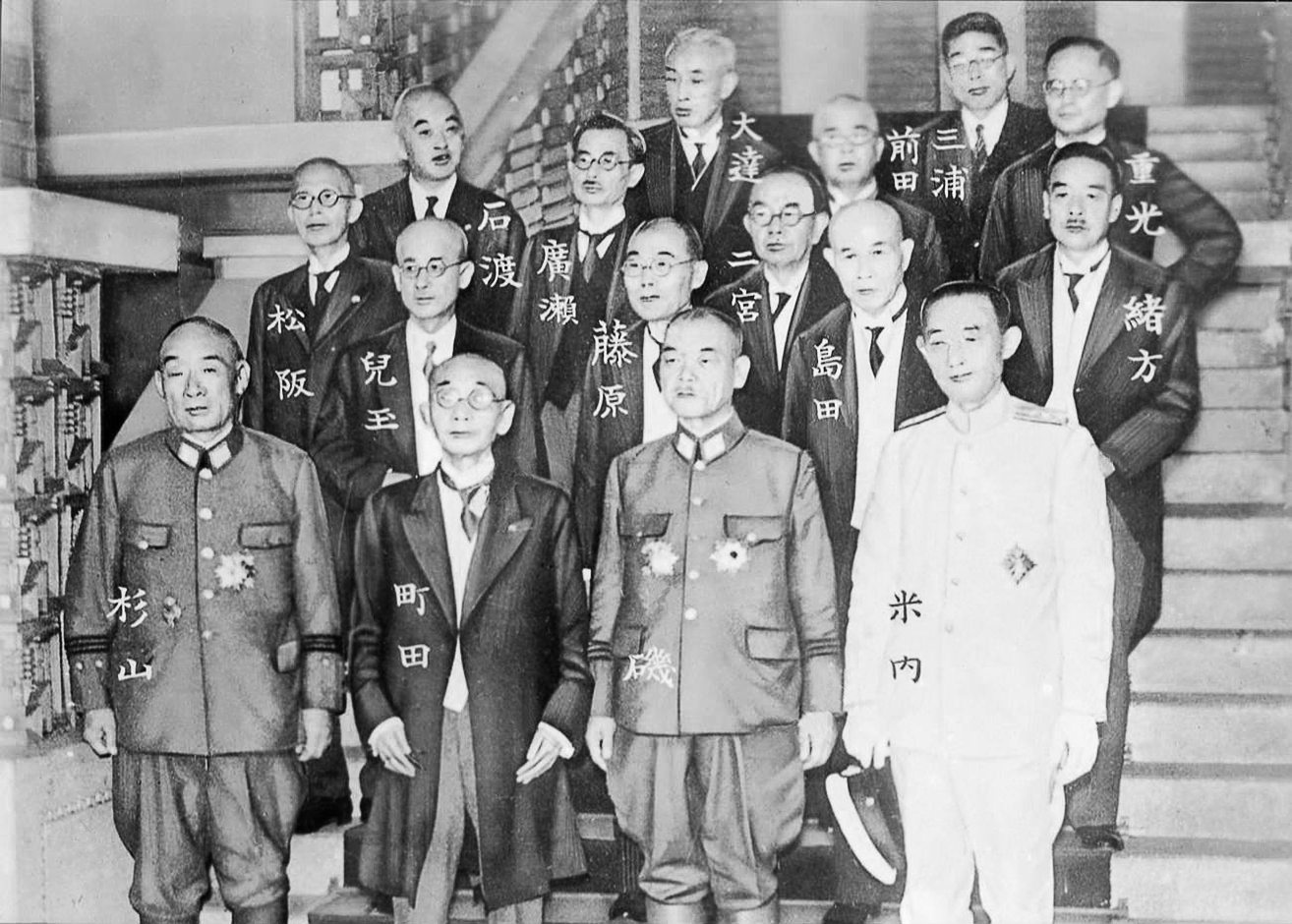
東條内閣が退陣し、小磯内閣が成立した。

- 7月7日 - サイパン島の日本軍守備隊玉砕。
  - サイパン失陥を受けて岸信介国務相兼軍需次官、東條首相に講和・終戦を迫り対立。
- 7月13日 - 木戸幸一内大臣、東條首相に陸海軍大臣と参謀総長・軍令部総長の分離、嶋田海相の更迭、重臣入閣を指示。
  - 東條首相、重臣入閣のため、岸国務相に辞任を求めるが岸は拒否。
- 7月17日
  - 嶋田海相辞任。後任に野村直邦。
  - 若槻礼次郎、平沼騏一郎、近衛文麿、岡田啓介各元首相ら重臣が集まり、東條内閣退陣を求めることで一致。
  - 米内光政ら重臣、入閣を拒否。
  - 　東條首相、辞意。
- 7月18日
  - 　東條内閣、閣内不一致とサイパン失陥の責任を取り、内閣総辞職。
  - 　重臣会議召集。後継内閣を審議。
  - 　小磯国昭朝鮮総督、米内光政元海相に大命降下。
- 7月20日 - ヒトラー暗殺未遂事件
- 7月21日
  - ヒトラー暗殺未遂事件の実行犯クラウス・フォン・シュタウフェンベルク大佐らが処刑。
  - 米軍、グアム島に上陸。
- 7月22日 - 小磯内閣成立。
- 7月24日 - 米軍、テニアン島に上陸。

### 8月
- 8月4日 - 閣議、一億国民総武装を決定。
- 8月5日 - 大本営政府連絡会議を廃止し、最高戦争指導会議を設置。
- 8月13日 - 学徒勤労令、女子挺身勤労令公布。
- 8月14日 - 翼賛政治会総裁に小林躋造海軍大将が就任。
- 8月19日 - 最高戦争指導会議、「今後採るべき戦争指導の大綱」を決定。
- 8月24日 - 連合国軍、パリを占領。
- 8月26日 - シャルル・ド・ゴール、パリ入城。
- 8月28日 - 重光葵外相、ハインリヒ・ゲオルク・スターマー駐日ドイツ大使に独ソ和平斡旋を提議（ドイツは9月14日に拒否）。
- 8月29日 - 重要工場に疎開命令。
- 8月 - ウィンストン・チャーチル英首相、ユーゴスラビア訪問、チトーと会談。

### 9月
- 9月1日 - 政務官制度を復活し、衆議院から19人、貴族院から5人の政務次官、参与官を任命。
- 9月6日 - 重光外相、ヤコフ・マリク駐日ソ連大使に独ソ和平について伝達。
- 9月7日 - インドネシア独立を容認する「小磯声明」を発表。
- 9月9日 - ブルガリアでクーデター。枢軸国から離脱する。
- 9月半ば - 佐賀県の翼賛壮年団、大政翼賛会中央本部と争い脱退。

### 10月
- 10月14日
  - エルヴィン・ロンメル元帥自殺。

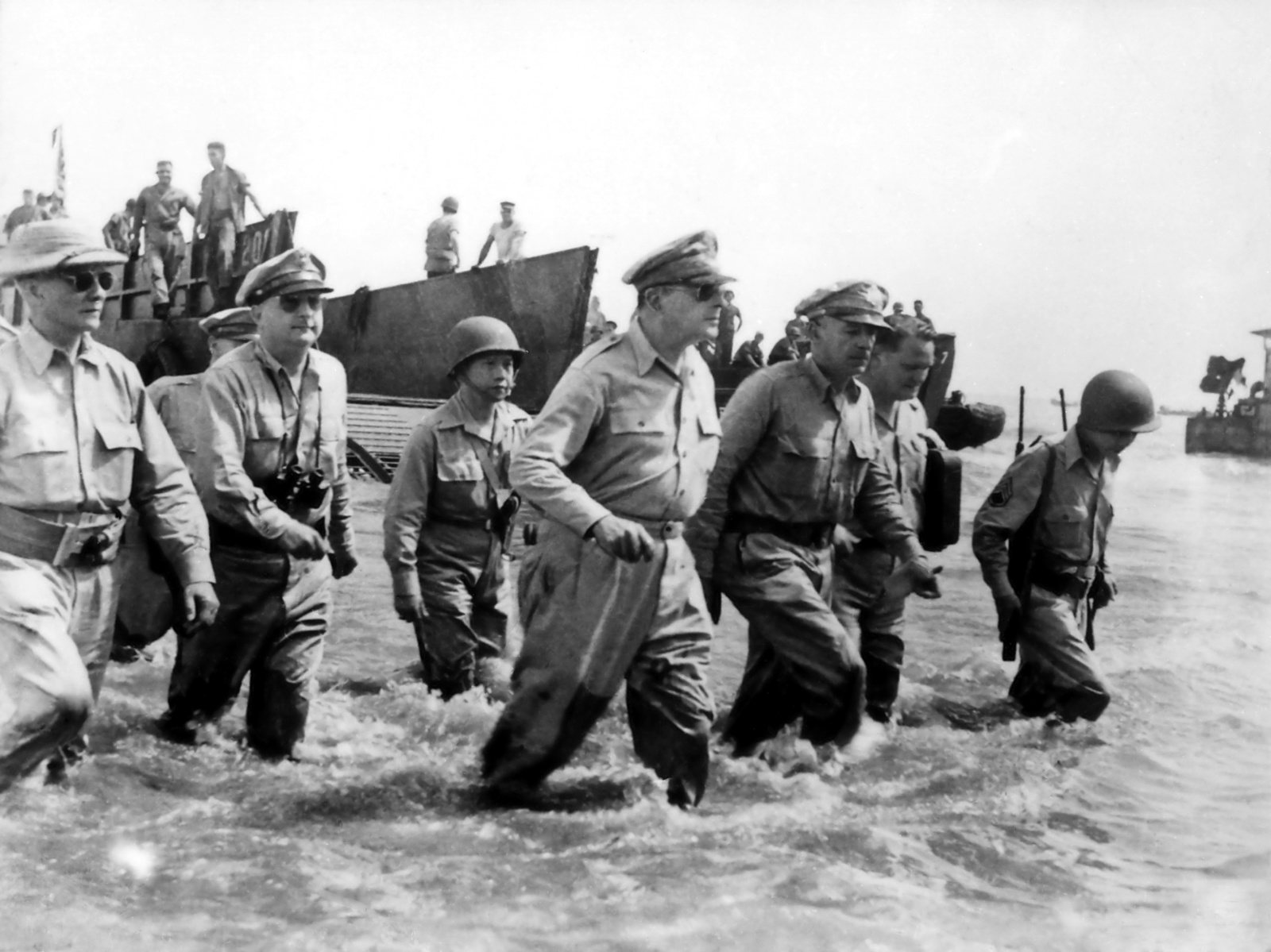
10月20日、レイテ島に上陸するダグラス・マッカーサー将軍率いる米軍

  - フランクリン・ルーズベルト米大統領、W・アヴェレル・ハリマン駐ソ米国大使を介してスターリンソ連首相に対日参戦を提案[2]。
- 10月18日 - 兵役法施行規則改正公布。満17歳以上の男子を兵役に編入（11月1日実施）。
- 10月20日
  - 最高戦争指導会議、ガソリンの代用となる松根油等緊急増産対策措置要綱が決定。
  - レイテ島の戦い。
- 10月23日 - 農商省、松根油緊急増産対策要綱を発表。
- 10月23日から10月25日 - レイテ沖海戦。
- 10月 - チャーチル英首相、訪ソ。ヨシフ・スターリン首相と会談。

### 11月
- 11月8日 - 小磯首相、「レイテ島は、まさに天王山であり、勝敗を決する決戦である」との談話を発表。
- 11月9日 - スターリンソ連首相、日本を侵略国家と非難する演説。
- 11月11日 - チャーチル英首相、訪仏。パリでシャルル・ド・ゴール臨時大統領とともに無名戦士の墓に献花。

### 12月
- 12月14日 - スターリン、米国に対して武器援助と南樺太および千島列島の領有を要求[3]。